# Liste der Monuments historiques in Bacourt
Die Liste der Monuments historiques in Bacourt führt die Monuments historiques in der französischen Gemeinde Bacourt auf.

## Liste der Objekte
| Bezeichnung                | Beschreibung                                    | Standort                       | Kennzeichnung | Schutzstatus | Datum | Bild |
| -------------------------- | ----------------------------------------------- | ------------------------------ | ------------- | ------------ | ----- | ---- |
| Skulptur Segnender Bischof | Holz, farbig gefasst, Ende des 15. Jahrhunderts | in der Kirche St-Martin (Lage) | PM57000008    | Classé       | 1984  |      |